# Афленц
Афленц (нем. Aflenz) — ярмарочная коммуна (нем. Marktgemeinde) в Австрии, в федеральной земле Штирия. 
Входит в состав округа Брукк-Мюрццушлаг. Площадь коммуны составляет 55,11 км², население — 2454 человека (1 января 2021), плотность населения — 44 чел./км². Официальный код  —  6 21 38.
Коммуна была образована 31 декабря 2014 года на основе расформированных муниципалитетов Афленц-Курорт и Афленц-Ланд.

## География
Самый большой водоем, расположенный на территории общины — Штюбмингбах. Он протекает на высоте чуть более 700 метров над уровнем моря. Населенный пункт расположен на холмистой возвышенности к северу от него, на расстоянии от 700 до 800 метров. Самые высокие возвышенности муниципалитета — Миттеральмкогель (1881 м), Хофертальтурм (1883 м) и Кампль (1990 м).
Муниципалитет занимает площадь 55,11 квадратных километров. Из них 15 процентов — это сельскохозяйственные угодья, 67 процентов — леса, и 5 процентов - альпийские пастбища.

### Муниципальное деление
Коммуна разделена на шесть участков (нем. Katastralgemeinden):
- Афленц-Курорт
- Дёллах
- Дёрфлах
- Грасниц
- Яуринг
- Тутчах

### Соседние коммуны
| С-З |       |             |        | С-В |
| З   | Тёрль | Роза ветров | Турнау | В   |
| Ю-З |       |             |        | Ю-В |

### Климат
| Показатель                                  | Янв. | Фев. | Март | Апр. | Май  | Июнь | Июль | Авг. | Сен. | Окт. | Нояб. | Дек. | Год  |
| ------------------------------------------- | ---- | ---- | ---- | ---- | ---- | ---- | ---- | ---- | ---- | ---- | ----- | ---- | ---- |
| Средний суточный максимум, °C               | 1,0  | 3,6  | 7,5  | 12,3 | 17,6 | 20,5 | 22,7 | 22,2 | 17,9 | 13,0 | 5,9   | 1,0  | 12,1 |
| Средняя температура, °C                     | −3,2 | −1,7 | 1,9  | 6,1  | 11,3 | 14,4 | 16,3 | 15,7 | 11,8 | 7,3  | 1,7   | −2,5 | 6,6  |
| Средний суточный минимум, °C                | −6,3 | −5,2 | −1,9 | 1,7  | 6,5  | 9,6  | 11,4 | 11,2 | 7,9  | 3,9  | −1    | −5   | 2,8  |
| Норма осадков, мм                           | 51   | 43   | 63   | 50   | 87   | 112  | 125  | 119  | 90   | 65   | 60    | 51   | 916  |
| Источник: ZAMG Klimamittelwerte 1981 - 2010 |      |      |      |      |      |      |      |      |      |      |       |      |      |

## Население
| Год  | Численность |
| ---- | ----------- |
| 1869 | 1759        |
| 1889 | 1749        |
| 1890 | 1827        |
| 1900 | 1898        |
| 1910 | 2238        |
| 1923 | 2139        |
| 1934 | 2035        |
| 1939 | 2070        |
| 1951 | 2369        |
| 1961 | 2267        |
| 1971 | 2598        |
| 1981 | 2683        |
| 1991 | 2700        |
| 2001 | 2695        |
| 2011 | 2488        |
| 2021 | 2454        |

## Политическая ситуация
Бургомистр коммуны — Хуберт Ленгер (АНП) по результатам выборов 2020 года.
Совет представителей коммуны (нем. Gemeinderat) состоит из 15 мест.
| Партия | 2020                   | 2020            | 2015                   | 2015            |
| Партия | Голоса избирателей (%) | Кол-во мандатов | Голоса избирателей (%) | Кол-во мандатов |
| ------ | ---------------------- | --------------- | ---------------------- | --------------- |
| АНП    | 69,52                  | 11              | 62,99                  | 10              |
| СДПА   | 23,33                  | 3               | 22,35                  | 3               |
| АПС    | 7,15                   | 1               | 14,65                  | 2               |